# ヨハンナ・キンケル

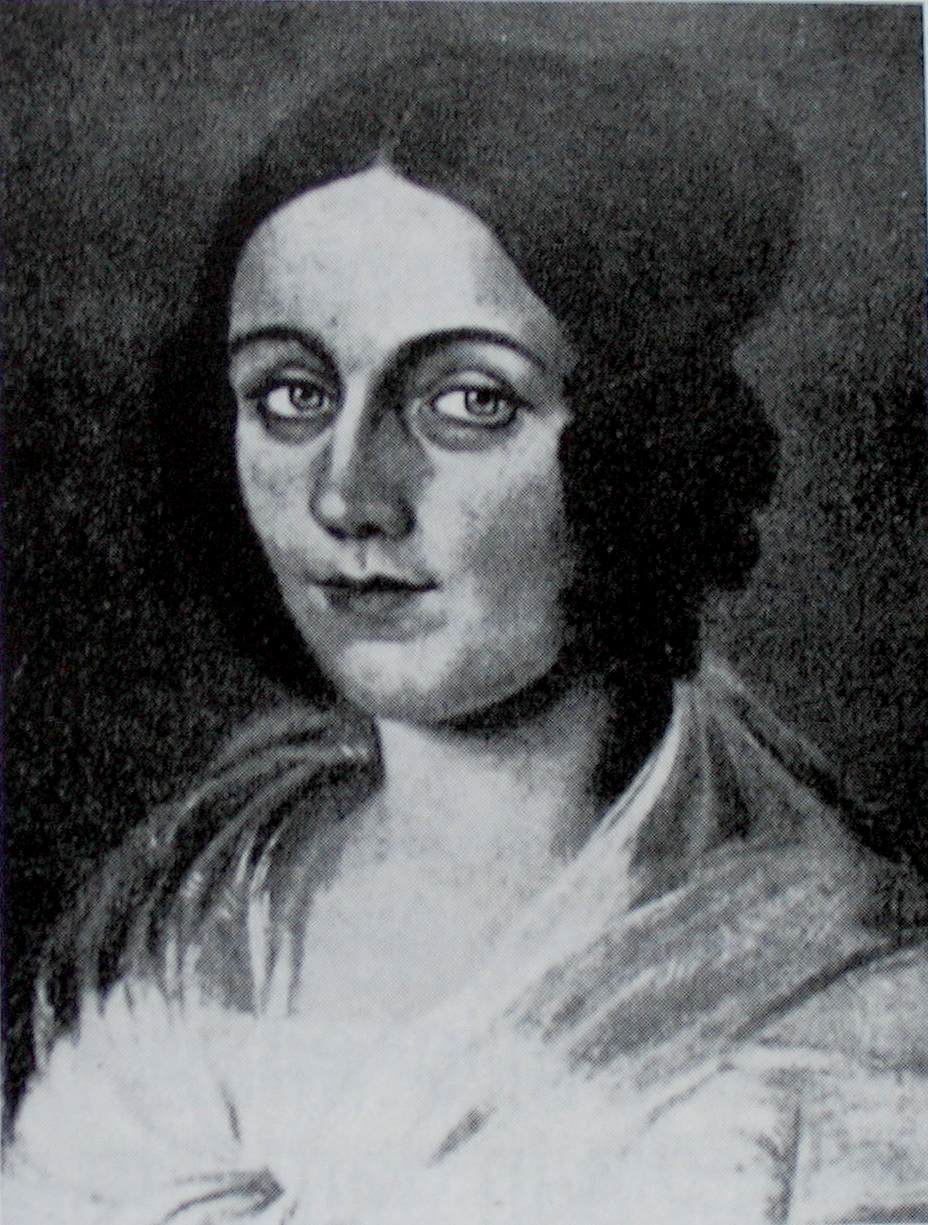
ヨハンナ・キンケル

ヨハンナ・キンケル（Johanna Kinkel, 1810年7月8日 ボン - 1858年11月15日 ロンドン）は、ドイツの作曲家・ピアニスト・合唱指揮者・音楽教師・ジャーナリスト・著作家・歴史家・革命家。

## 人物
ドイツの詩人でリベラリストのゴットフリート・キンケルと再婚するが、ドイツ1848年革命の挫折の後に、イギリスに亡命せざるを得なくなる。1858年に謎の転落死を遂げる。自殺の可能性が疑われたが、自殺に至る動機がなかった。
墓碑銘にはドイツ語で「自由、愛、そして詩 Freiheit, Liebe und Dichtung 」と刻まれた。自伝小説『ロンドンのハンス・イベレス』は死後出版された。残された楽曲はほとんどがリートである。

## 合唱作品
- 兵士の別れ (原題=ドイツ語: Ritters Abschied, 英語: The soldier's farewell) [1][2][3]